# Argina callargus
Argina callargus là một loài bướm đêm thuộc phân họ Arctiinae, họ Erebidae.